# Gulden Antyli Holenderskich
Gulden Antyli Holenderskich (holendr. Antilliaanse gulden) – dawna waluta Curaçao, Sint Maarten oraz Antyli Holenderskich.

## Historia
Do roku 1940 gulden Antyli Holenderskich był ściśle związany z guldenem holenderskim. Kurs wymiany tych walut wynosił 1:1. Od września 1940 r. (po rozpoczęciu okupacji niemieckiej Holandii) parytet guldena holenderskiego został zniesiony, a kurs wymiany guldena Antyli Holenderskich został usztywniony i wynosił 1,88585 ANG = 1 USD. W związku z zaprzestaniem dostaw monet z okupowanej Holandii, począwszy od roku 1945 monety antylskie były tłoczone w USA i odróżniały się od tych tłoczonych w Holandii znakiem „palma”.
W roku 1971 kurs wymiany guldena Antyli Holenderskich na dolara amerykańskiego został zmieniony i wyniósł 1,79 ANG = 1,00 USD.
1 stycznia 1986 r. Aruba wyszła ze składu Antyli Holenderskich i została samorządnym państwem w składzie Królestwa Niderlandów. W tym samym dniu wprowadzono tu własną jednostkę monetarną – florina arubańskiego (AWG).
10 października 2010 r. w wyniku reformy konstytucyjnej Curaçao i Sint Maarten również zostały samorządnymi państwami, a Bonaire, Saba i Sint Eustatius – gminami specjalnymi w składzie Królestwa.
W związku z powyższą reformą od 1 stycznia 2011 jedyną oficjalną walutą Bonaire, Saby i Sint Eustatius jest dolar amerykański (USD).
Curaçao i Sint Maarten tymczasowo korzystały z guldena Antyli Holenderskich. W 2012 planowano wprowadzić nową jednostkę monetarną – guldena karaibskiego (CMG) – kurs wymiany którego miał wynieść 1:1 do obecnego guldena, jednak ostateczna decyzja co do wprowadzenia tej waluty została przesunięta na czas nieokreślony.
Banknoty guldena Antyli Holenderskich były emitowane przez Bank Curaçao. W roku 1962 bank zmienił nazwę na Bank Antyli Holenderskich, a w roku 2010 na Bank Centralny Curaçao i Sint Maarten.
Od 31 marca 2025 nową walutą Curaçao i Sint Maarten został gulden karaibski.